# Nicolas-François Gillet

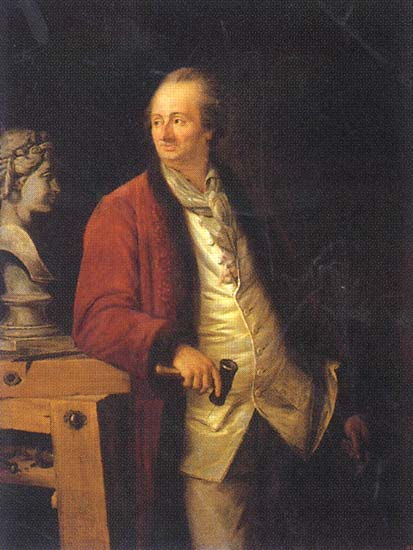
Nicolas-François Gillet (Nicolas Benjamin Delapierre, 1770, Russisches Museum)

Nicolas-François Gillet (russisch Николя-Франсуа Жилле; * 2. März 1709 in Metz; † 7. Februar 1791 in Poissy) war ein französischer Bildhauer und Hochschullehrer.

## Leben
Gillet, Sohn des Bildhauers François Gillet und seiner Frau Catherine Michelet, studierte in Paris an der Académie royale de peinture et de sculpture in Lambert-Sigisbert Adams Atelier. Er erhielt 1743 und 1745 einen zweiten Preis. Mit einem Studienstipendium studierte er 1746–1752 Bildhauerei in Rom. Für die Kuppel der Kirche San Luigi dei Francesi gestaltete er das Stuck-Pendentif des heiligen Augustinus. Im Karneval 1748 trat er als Janitschar auf, wie es Jean Barbault auf einem Porträt festgehalten hat. Nach seiner Rückkehr nach Paris heiratete Gillet im November 1752 die Tochter des Architekten Jean-Pierre Defrance. Einen Monat später wurde er in die Académie royale aufgenommen.
1758 reiste Gillet auf Einladung Iwan Iwanowitsch Schuwalows nach St. Petersburg und lehrte Bildhauerei an der 1757 gegründeten Kaiserlichen Akademie der Künste. Er hatte zunächst einen Dreijahresvertrag, blieb aber dann weitere 17 Jahre dort. Zu seinen Schülern gehörten Feodossi Fjodorowitsch Schtschedrin, Michail Iwanowitsch Koslowski, Iwan Petrowitsch Martos, Fjodor Gordejewitsch Gordejew, Iwan Prokofjewitsch Prokofjew und Fedot Iwanowitsch Schubin. 1767 wurde Gillet zum Adjunkt-Professor befördert.
1778 schied Gillet auf eigenen Wunsch mit einer Jahrespension von 400 Rubel aus dem Dienst und kehrte nach Paris zurück.
Gillet starb bei seiner Tochter Élisabeth, die den Maler Étienne de La Vallée-Poussin geheiratet hatte.

## Werke

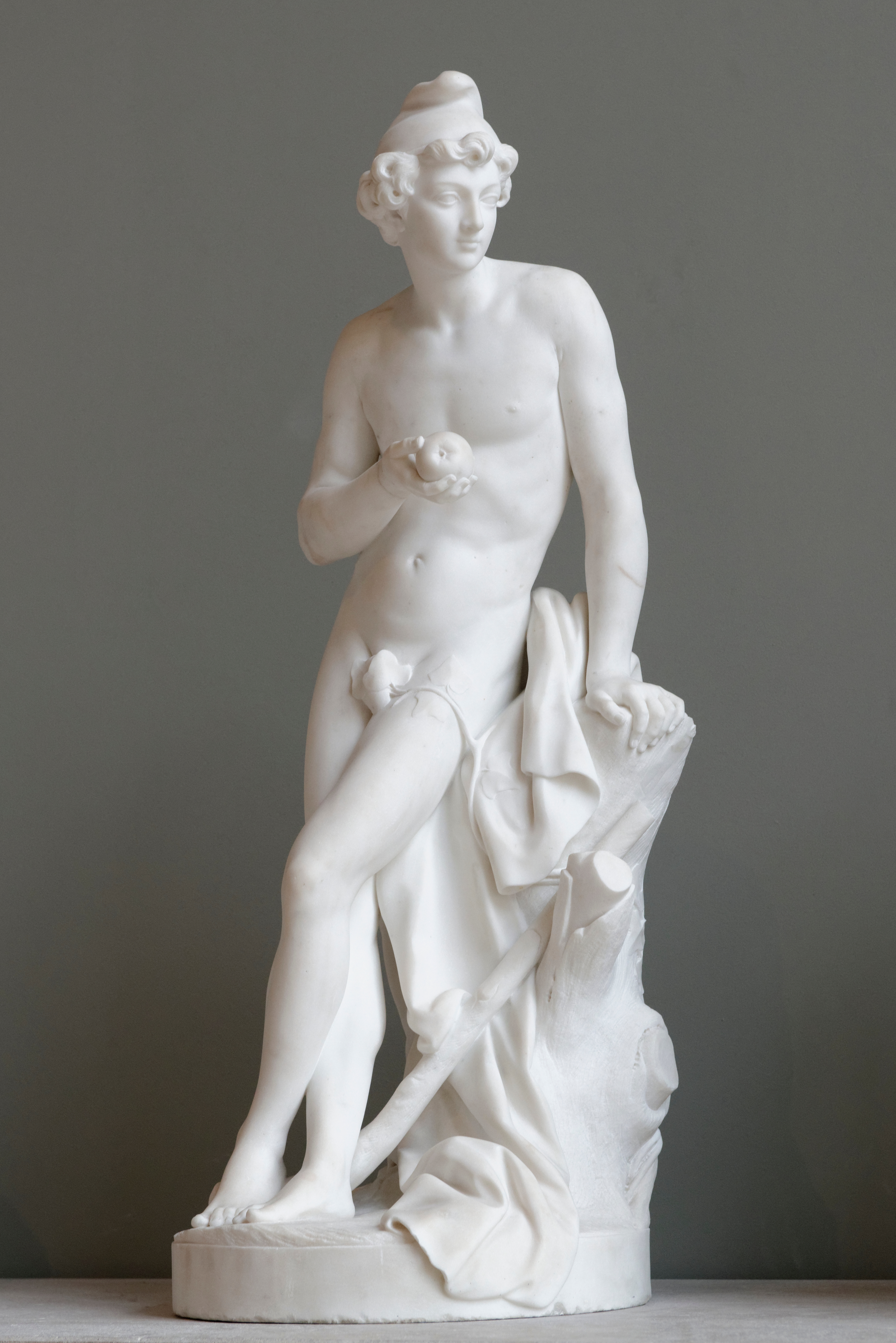
Der Schäfer Paris (1757), Louvre
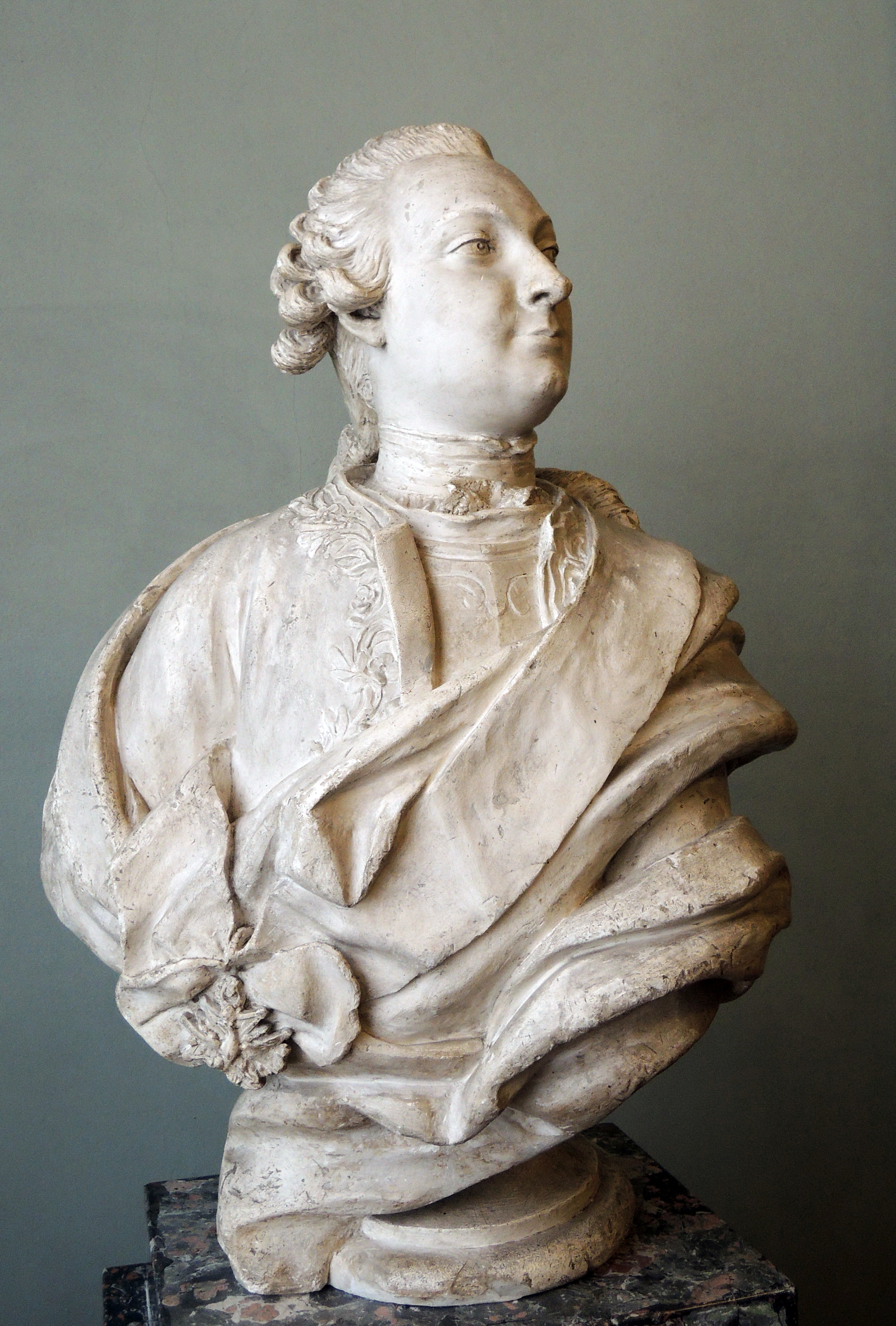
Iwan Iwanowitsch Schuwalow (1760), Russisches Museum
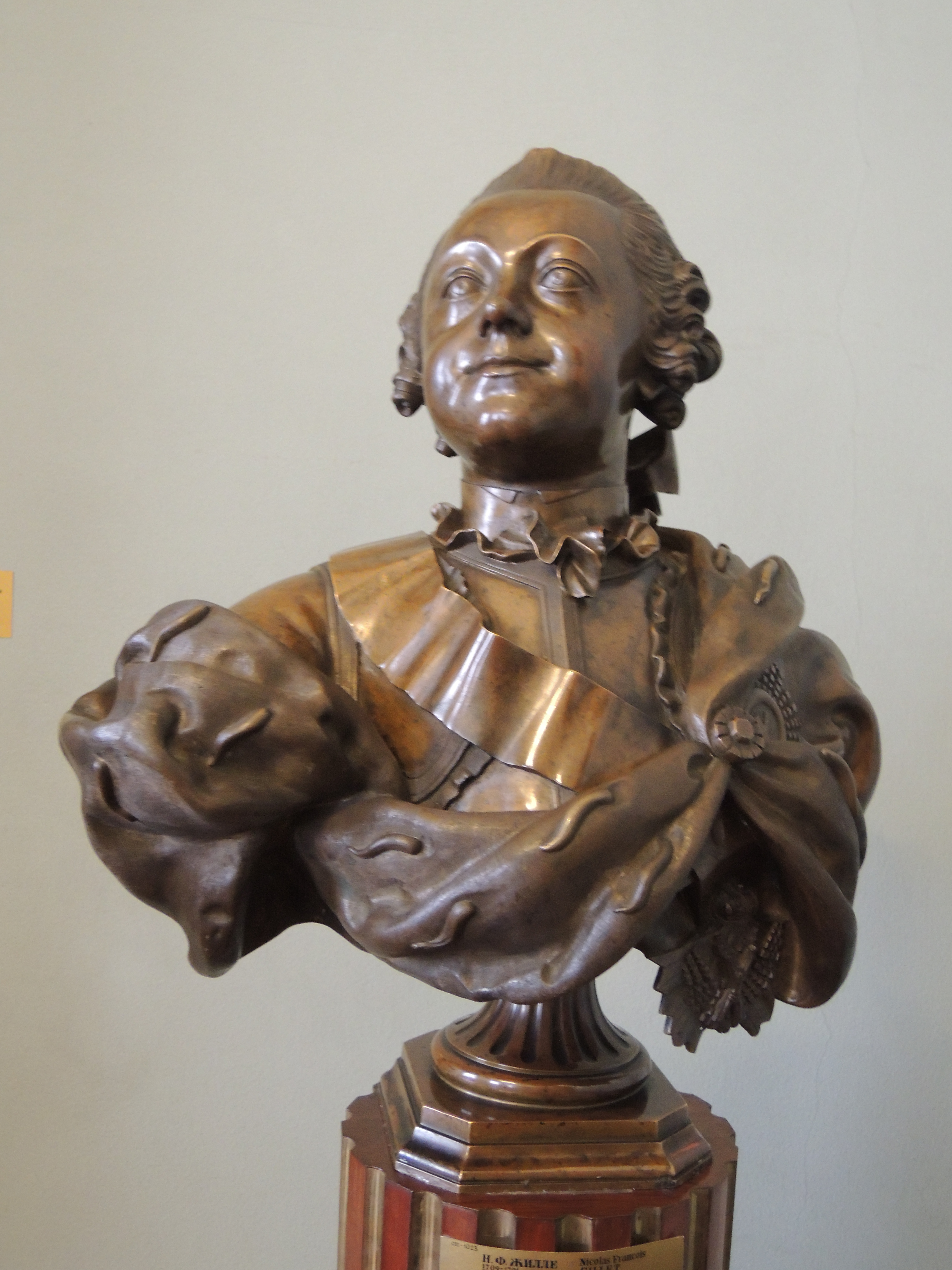
Paul I. (1765), Russisches Museum
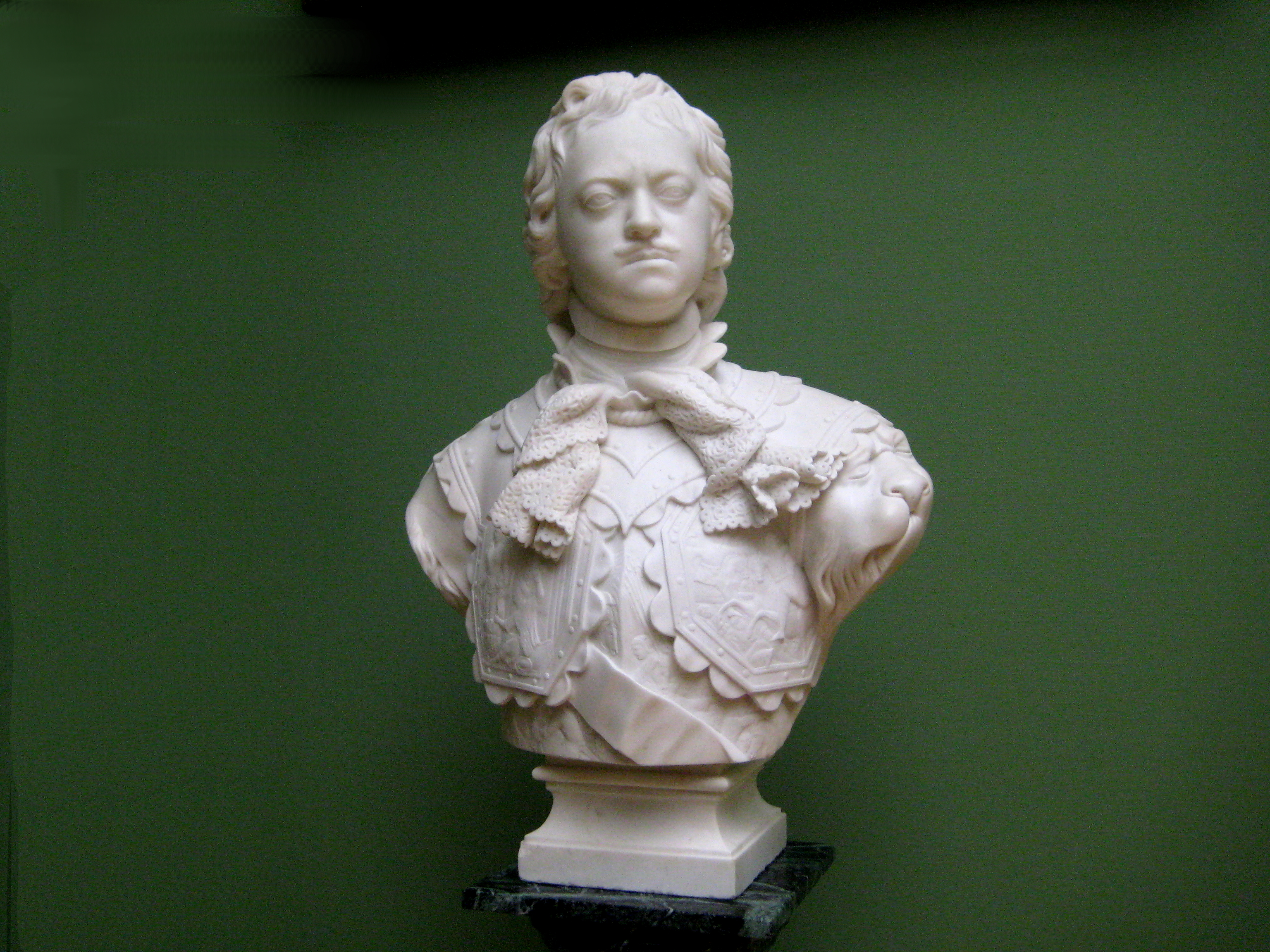
Peter der Große, Tretjakow-Galerie
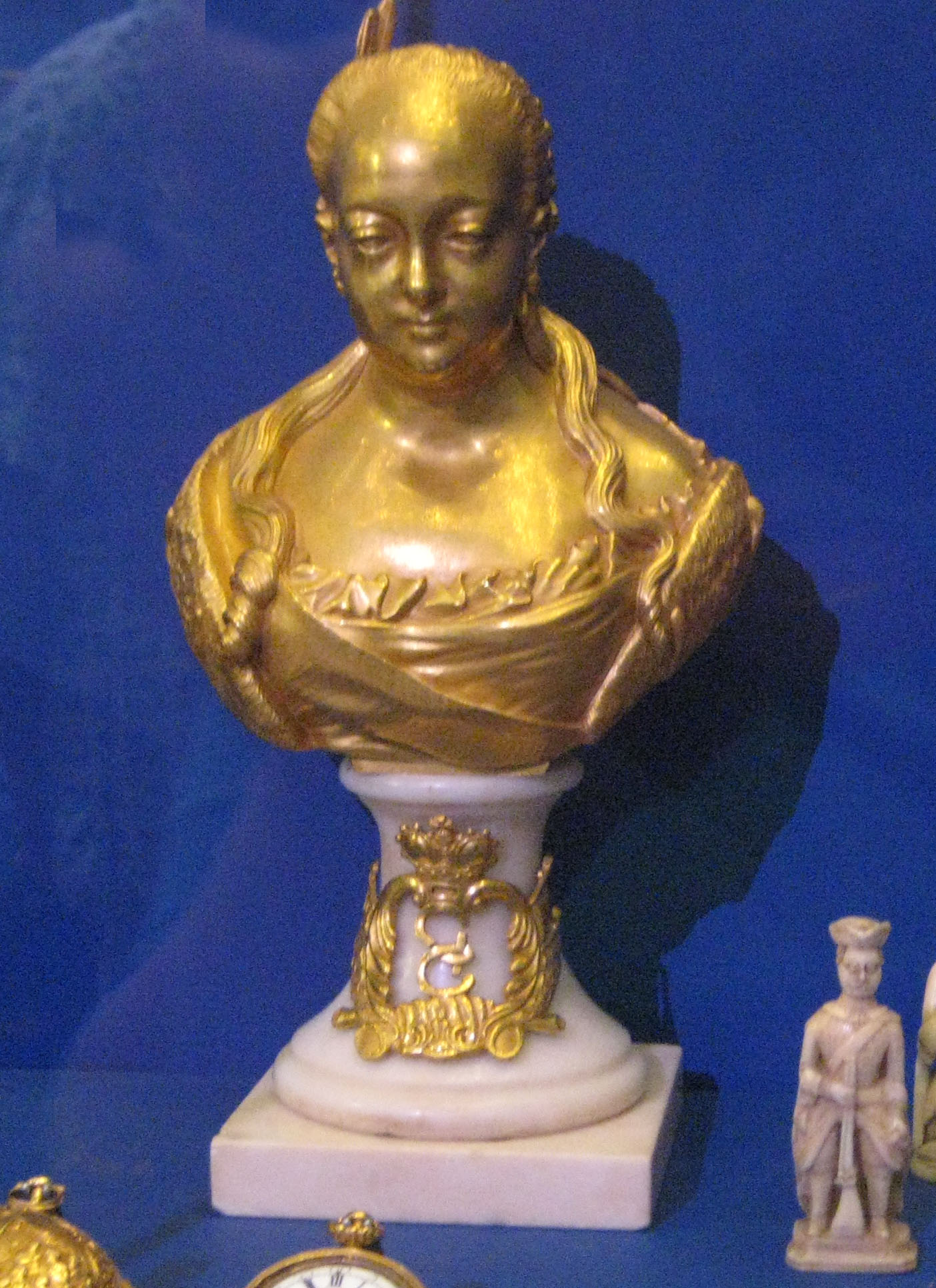
Elisabeth (Kopie Anfang 19. Jahrhundert), Staatliches Historisches Museum